# Petrus van Schendel
Petrus van Schendel (Terheijden, 21 april 1806 – Brussel, 28 december 1870) was een Nederlands-Belgisch kunstschilder gespecialiseerd in nachttaferelen bij kunstlicht.

## Levensloop
Hij was de zoon van Gijsbertus van Schendel en Geertruida Brox. Na de dood van zijn vader verhuisde het gezin naar Breda. Op aanraden van een gepensioneerd legerofficier, die onder de indruk was van zijn talent, stuurde zijn vader hem naar de Antwerpse Academie voor Schone Kunsten waar hij van 1822 tot 1828 een kunstopleiding volgde bij de historieschilder Mattheus Ignatius van Bree. In 1828 kreeg hij er een gouden medaille voor "doorzichtkunde" (perspectief).
Na zijn opleiding woonde hij een zeventiental jaren in Nederland (voor goede duiding moet men er wel van uitgaan dat in zijn studietijd Nederland en België één land vormden), waar hij vooral als portrettist naam maakte (Breda, 1828-29; Amsterdam, 1830-32; Rotterdam, 1832-38; Den Haag, 1838-45). Vanaf 1827 exposeerde hij in de Tentoonstellingen van Levende Meesters in Den Haag, Rotterdam en Amsterdam en in de Driejaarlijkse Salons in Antwerpen, Brussel en Gent.
Omstreeks 1845 vestigde Van Schendel zich voorgoed te Brussel. Brussel had toen reeds een internationale uitstraling en hij kon er tevens kennismaken met de Franse kunst. Hij woonde er in de Paleisstraat 53 te Laken, buiten de Schaarbeekse Poort, en rond 1861 aan de Vooruitgangstraat 103.
Van Schendels Brusselse atelier bestond uit twee plaatsen: een hel verlicht vertrek voor het eigenlijke schilderwerk en daarnaast een ruimte die hij kon verduisteren en kunstmatig belichten naargelang van de vereisten van het te schilderen onderwerp. Daar liet hij zijn modellen poseren.
Van Schendel trad driemaal in het huwelijk:
- op 23 juli 1830 te Amsterdam met Elisabeth Catherina Grasveld (Amsterdam gedoopt 31 oktober 1807 - Brussel 21 maart 1850), bij wie hij dertien kinderen had,
- op 30 april 1851 met Johanna Eyrond (Amsterdam 28 juli 1821 - Brussel 30 november 1853), bij wie hij twee kinderen had,
- op 16 februari 1854 met Isabelle van Welder, weduwe Silvester Nique (Brussel 6 april 1809 - ?).

In 1881 werd zijn nalatenschap, waaronder vele tekeningen, aquarellen en ruim honderd schilderijen, geveild in Brussel. In zijn nalatenschap bevond zich eveneens het olieverfschilderij ‘De aanbidding der herders’, een reusachtig (onverkocht) werk: 4,38 meter hoog, 3,3 meter breed en 400 kg zwaar. Dit werd door de familie in bruikleen gegeven aan de Heilig Kruiskerk in Elsene, maar werd in 2008 in bruikleen gegeven aan het Breda's Museum, dat het werk heeft gerestaureerd.

## Werk
Naast portretten, landschappen en zeegezichten, schilderde hij vooral Bijbelse taferelen en genretaferelen. Met uitzondering van zijn allervroegste werk (1827-28) zijn het doorgaans nocturnes met maanlicht of kunstmatige lichteffecten bij kaarslicht of het licht van een toorts of een olielampje. Die genrestukken zijn vooral markttaferelen en interieurs bij kaarslicht (winkels, klaslokalen, werkplaatsen…), soms ook door de maan beschenen landschappen en marines. Dit was een zeer gewaardeerd genre dat hem, zowel in het binnenland als in het buitenland, roem verschafte.

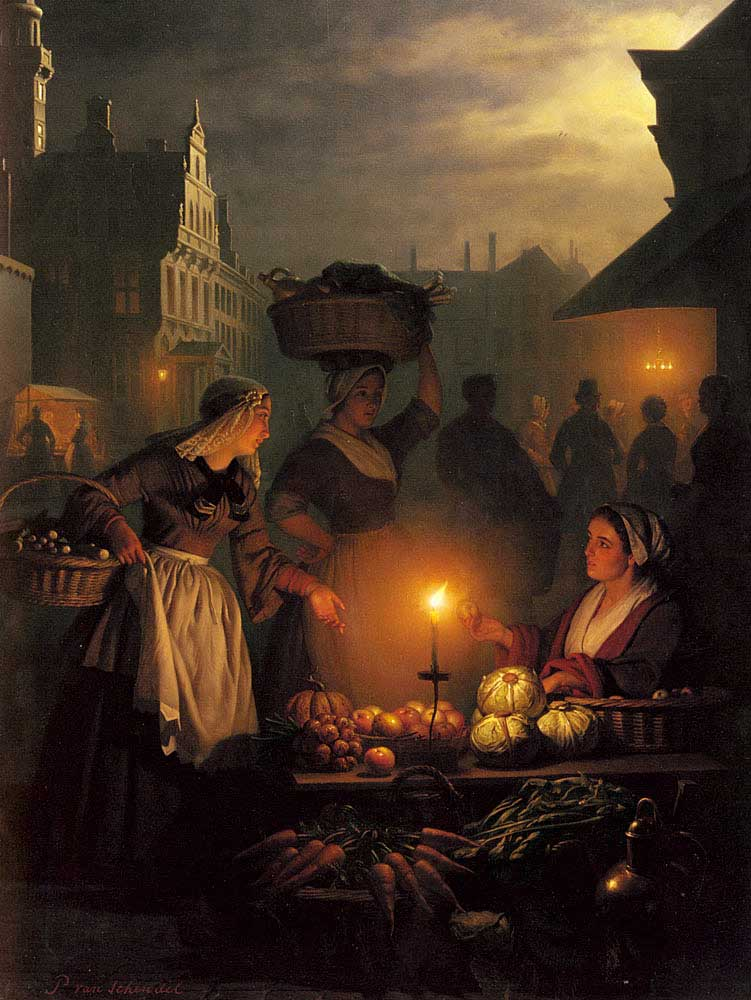
Nachtmarkt

In de Bijbelse taferelen vinden we onderwerpen die een alibi vormen voor lichteffecten en doorgedreven clair-obscureffecten terug zoals in de “Aanbidding van de herders” in het Stedelijk Museum Breda. Ook enkele occasionele werken zoals o.a. “De brand van de fabrieken Enthoven te Den Haag” liggen in die lijn. Zijn specifieke onderwerpskeuze leverde hem in België en Frankrijk de bijnaam “Monsieur Chandelle” (Mijnheer Kaars) op.
Een van zijn grootste successen was het schilderij “Geboorte van Christus” (ontstaan 1858-60), dat door Lloyd in Londen werd tentoongesteld en via reproductiegrafiek bekend geraakte. Van Schendel was commercieel aangelegd en zijn werken, door zijn deelnames aan vele tentoonstellingen, vonden gretig aftrek in heel Europa. In die periode rond 1858 behoorde Van Schendel, samen met Jozef Israëls, Diederik Jamin en Philip Sadée, tot de best betaalde schilders uit de Nederlanden.
In wezen was de clair-obscurkunst van Van Schendel een late uitloper van het caravaggisme, dat in de 17de eeuw ook in Nederland tal van beoefenaars kende, zoals Gerrit Dou. Godfried Schalcken was toen een van de eersten die deze stijl systematisch aanwendde voor profane taferelen, zij het nog vaak met een verborgen symboliek. In de 18de eeuw heeft vooral de Brit Joseph Wright of Derby systematisch effecten van kunst- en maanlicht (maanlicht, lamplicht, vuurtorens, vuurwerk, vulkanen, illuminaties) geëxploreerd.
Van Schendel is een typisch voorbeeld van een romantisch genreschilder die de keuze van zijn motieven om commerciële redenen bewust reduceerde tot één type: het lichteffecttafereel met clair-obscur. Zijn roem berust vandaag vooral toch op zijn wereldse genretaferelen: kaas-, vis-, fruit- en groentenmarkten bij avond. Die zijn echter nogal stereotiep en verraden een tamelijk arme inspiratie, wat overigens ook geldt voor talrijke kunstschilders uit die tijd. De bekoorlijkheid van de taferelen afzonderlijk en de vakkundige uitvoering maken echter veel goed en bovendien was het niet de bedoeling de productie samen te zien. Hij schilderde een groot aantal van deze markt- en straattaferelen.
Van Schendel beeldde daarnaast ook heel wat religieuze thematiek uit, religieuze historiestukken die zich lenen tot lichteffecten en clair-obscur.
Van Van Schendel zijn ook een reeks gewassen tekeningen in Oost-Indische inkt bekend, die naar alle waarschijnlijkheid niet zozeer voorstudies, maar veeleer een soort getekende catalogus van zijn geschilderd oeuvre vormden. Mogelijk hebben ze ook als model gediend voor het maken van houtsnedes van zijn toch wel populaire oeuvre. De meeste houtsnedes naar Van Schendel zijn gesigneerd: A. Doms.
Van Schendel heeft ook enkele – zeldzame – etsen gemaakt. Sybrand Altmann (1822-90) was een leerling van Van Schendel.
In 1869 gebruikte hij ook voor het eerst het effect van elektrisch licht: "Winters feest in de tuin van de Zoo te Brussel met Bengaals vuur en elektrisch licht"

## Andere schilders van kaarslichtscènes
Een klein aantal kunstenaars beoefenden hetzelfde genre als Van Schendel, namelijk André Vermeulen (1821-84), Kerremans Wilhelmus Jacobus (1828-1889), Joannes Vaarberg (1825-71), Johannes Rosierse (1818-1901), Petrus Kiers (1807-75), Thomas van Leent (1807-82) en Jan Hendrik van Grootvelt (1808-65).

## Onderscheidingen
Vanaf 1834 was Van Schendel lid van de Koninklijke Academie van Beeldende Kunsten te Amsterdam en van het schilderkunstig genootschap “Arti Sacrum” te Rotterdam. In 1839 behaalde Van Schendel een zilveren medaille in Den Haag en in 1842 een medaille in verguld zilver op de Salon van Brussel, waar hij in 1845 de gouden medaille won met een “Markttafereel bij maanlicht”. Hij behaalde eveneens gouden medailles te Parijs (1844 en 1847) en Manchester (1849). De Nederlandse en Franse vorstenhuizen kochten werk van hem aan (Nederland: “Mediterende Sint-Hiëronymus bij lamplicht”). Ook Koning Leopold I van België voegde een werk van hem aan zijn collectie toe.

## Tentoonstellingen
- Tentoonstelling van Levende Meesters, 1827, Den Haag: “Johannes Verkolje onderwijst zijn zoon in de doorzichtkunde”, “Een Damesportret”
- Tentoonstelling van Levende Meesters, 1828, Amsterdam: “Willem I en Anna, zijn bruid, haar huis verlatende”, “Een jongeling de nieuwstijding lezende”
- Tentoonstelling van Levende Meesters, 1830, Amsterdam: “Een school bij lamplicht”, “Een voorstelling uit La Dame Blanche”, “De Evangelist Johannes”, “Portret van een kunstenaar”, “Een damesportret”
- Tentoonstelling van Levende Meesters, 1830, Den Haag: “De geboorte van de Heiland”
- Tentoonstelling van Levende Meesters, 1831, Amsterdam: “Het Noorderlicht van Vrijdag 7 januari 1831, genomen van het Rokin bij de lange brug te Amsterdam, met eigenaardige stoffage”
- Tentoonstelling van Levende Meesters, 1832, Amsterdam: “Een Turks wijsgeer bij lamplicht”, “Een Vrouw met een lantaarn”, “Een vrouwtje met kaarslicht”
- Tentoonstelling van Levende Meesters, 1832, Rotterdam: “Een Turks wijsgeer bij lamplicht”, “Joseph in de gevangenis de bakker en de schenker hun dromen verklarende”, “Een Boer zijn werklieden betalende bij lamplicht”, “Het portret van de schilder”, “Een man zijn pijp aan vuur in een test, aanstekende”
- Tentoonstelling van Levende Meesters, 1833, Den Haag: “Het eindigen van een boerengastmaal bij avond met meerdere lichten”
- Tentoonstelling van Levende Meesters, 1834, Amsterdam: “Een kermis bij avond en maanlicht”, “Een fruitwinkel bij lamplicht”, “Een fruitverkoopster bij kaarslicht”
- Tentoonstelling van Levende Meesters, 1834, Rotterdam: “Een kaasmarkt bij avond”, “Een visverkoopster bij maan en kaarslicht”, “Een damesportret”
- Tentoonstelling van Levende Meesters, 1835, Den Haag: “Een fruitverkoopster bij kaars- en maanlicht”, “Een zalmverkooper bij kaars- en maanlicht”
- Tentoonstelling van Levende Meesters, 1836, Amsterdam: “Een viskoper bij avondlicht”, “Een huiselijk tafereel bij lamplicht”
- Tentoonstelling van Levende Meesters, 1836, Rotterdam: “Een Hollandse keuken met figuren. en bijwerk”, “Een planeetuitlegger bij lamplicht”, “Een dame geschaakt wordende. Lamplicht”
- Tentoonstelling van Levende Meesters, 1837, Den Haag: “Een Weesmeisje, vis kopende bij kaars- en maanlicht”, “Een bedelaar bij kaarslicht”, “Het bezoek der herders bij Christus geboorte”
- Salon 1838, Gent: “Aanbidding der herders” en “Sint-Niklaasfeest”
- Tentoonstelling van Levende Meesters, 1838, Amsterdam: “St. Franciscus van Assisië, in geestverrukking”, “De tentatie van de Heilige Antonius”, “Een huiselijk tafereel bij Kaarslicht”
- Tentoonstelling van Levende Meesters, 1839, Den Haag: “Een besneeuwd wintergezigt bij kaars- en maanlicht, alwaar eene vrouw warme melk verkoopt”, “Een huiselijk tafereel bij lamplicht”
- Tentoonstelling van Levende Meesters, 1839, Groningen: “Twee schaakspelers bij het licht van een lamp”, “Een amandelverkoper op de Botermarkt te Amsterdam bij kaarslicht”
- Tentoonstelling van Levende Meesters, 1840, Amsterdam: “Een markt met beelden, bij kaarslicht”, “Een marktplaats waarop appelen en kaas worden verkocht, bij kaarslicht”
- Tentoonstelling van Levende Meesters, 1841, Den Haag: “Een vismarkt, bij avond”, “Een groentenverkoopster bij kaars- en maanlicht”, “Een visverkoopster bij kaars- en maanlicht”
- Tentoonstelling van Levende Meesters, 1842, Amsterdam: “Een dame bij een arme vissersvrouw, bij avond, een bezoek afleggende”, “Maria Magdalena”
- Tentoonstelling van Levende Meesters, 1842, Den Haag: “Een kind met een hond, bij daglicht”
- Tentoonstelling van Levende Meesters, 1843, Den Haag: “Een marktgezicht bij kaars- en maanlicht”, “Een vismarkt bij kaarslicht”, “Een damesportret”, “Een riviergezicht bij maanlicht”
- Tentoonstelling van Levende Meesters, 1843, Nijmegen: “Maria Magdalena bij lamplicht”
- Tentoonstelling van Levende Meesters, 1844, Rotterdam: “Eene mediterende dame bij Kaarslicht”, “Een vismarkt, bij kaarslicht”, “De twee discipelen te Emaus, op het ogenblik dat deze den Zaligmaker herkennen”, “Een dame, in godsdienstige overpeinzing”
- Tentoonstelling van Levende Meesters, 1845, Den Haag: “Het ijsvermaak in eene Hollandsche zeehaven, bij maneschijn en lamplicht”, “Een Schevenings binnenhuis bij lamplicht”
- Tentoonstelling van Levende Meesters, 1845, Groningen: “Eene Dame op de gitaar spelende, terwijl haar beminde in stilte is binnengekomen, bij kaarslicht”
- Salon 1846, Parijs: “Feest in een dorp in Zuid-Holland. Maanlicht- en lichteffect”
- Salon 1847, Parijs: “Een tonnenmaker. Maanlicht- en vuureffect”, “Groentenhandelaar op een brug. Maanlicht- en lichteffect”, “Abraham Ortelius, de beroemde geograaf. Effect met lamplicht”, “Interieur van een nederig huisje in Scheveningen. Lichteffect”
- Tentoonstelling van Levende Meesters, 1848, Amsterdam: “Een vismarkt bij kaars- en maanlicht” “Abraham Ortelius, beroemd Aardrijkskundige, (geb. te Antwerpen 1527, aldaar overleden 1598) in zijne studeerkamer”
- Tentoonstelling van Levende Meesters, 1848, Rotterdam: “Een kaarslicht”
- Salon 1848, Parijs: “Vismarkt. Maanlicht- en lichteffect”, “Groentenmarkt. Maanlicht- en lichteffect”
- Salon 1849, Antwerpen: “Assuerus beveelt Aman de jood Mardocheus te eren. Lichteffect (Boek Ester 6, 10)”, “In een Hollandse stad. Licht- en maanlichteffect”, “Jong meisje van Scheveningen. Lichteffect”, “Riviergezicht. Maneschijn”
- Tentoonstelling van Levende Meesters, 1849, Den Haag: “Eene groentenverkoopster bij kaars- en maanlicht”, “Een stadsgezicht bij kaars- en maanlicht”, “Een riviergezicht bij maneschijn”
- Tentoonstelling van Levende Meesters, 1849, Groningen: “Een riviergezicht bij maneschijn” (2x)
- Salon 1850, Brugge: “Maneschijn. Aanbidding der Herders”
- Salon 1850, Parijs: “De Aankondiging aan de herders. Lichteffect”, “Stad in Holland. Licht- en maanlichteffect”
- Tentoonstelling van Levende Meesters, 1850, Amsterdam: “Gezicht te Rotterdam, met een visverkoper bij kaars- en maanlicht”, “Een groenteverkoopster, bij kaars- en maanlicht”
- Tentoonstelling van Levende Meesters, 1851, Den Haag: “Het bezoek der herders bij de geboorte van Christus, of: Jezus is het licht der wereld”
- Tentoonstelling van Levende Meesters, 1852, Amsterdam: “Dood wild bij kaarslicht”, “De Wilddief”, “De Vismarkt te 's Gravenhage bij kaars- en maanlicht”
- Tentoonstelling van Levende Meesters, 1854, Amsterdam: “Een dame, op de gitaar spelende, bij lamplicht”, “Een groentenverkooper bij kaars- en maanlicht”
- Tentoonstelling van Levende Meesters, 1856, Amsterdam: “Een zwervende Napolitaanse muzikant bij fakkellicht”, “Een groente- en fruitverkoopster bij kaars- en maanlicht”
- Tentoonstelling van Levende Meesters, 1857, Den Haag: “Een markt bij avond”
- Tentoonstelling van Levende Meesters, 1859, Den Haag: “De brand van de fabriek van de Heer Enthoven te ’s Gravenhage”, “Een portret”, “Een markt bij kaars- en maanlicht”
- Salon 1861, Antwerpen: “Maneschijn. Jong meisje voor een winkel”, “Hollandse markt. Licht- en maanlichteffect”
- Breda's Museum, 10 november 2012 t/m 17 februari 2013, Petrus van Schendel, meester van het avondlicht, (eerste) overzichtstentoonstelling

## Andere interesses
Naast zijn activiteiten als kunstschilder hield Van Schendel zich ook bezig met werktuigkundige problemen in verband met stoommachines op vaartuigen (een octrooi voor de verbetering van schoepen bij stoomvaartuigen in 1841) alsook met vragen rond de spoorwegen, onder meer over de zijdelingse stabiliteit van spoorwegwagons. Hij schreef ook een studie over het ontginnen van heidevelden in de Kempen. Hij publiceerde een cursus perspectiefleer en een cursus gelaatsexpressie, beide door hemzelf geïllustreerd.

## Iconografie
Er hangen twee zelfportretten van hem in het Breda’s Museum

## Werk in openbare collecties (selectie)
- 's-Hertogenbosch, Het Noordbrabants Museum:Zelfportret, De verzoeking van de Heilige Anthonius
- Amiens: Marie Magdalena
- Amsterdam, Rijksmuseum: Avondmarkt in een Friese stad, Portret van Adriana Johanna van Wijck, echtgenote van Johannes Ploos van Amstel (1829)
- Amsterdam, Amsterdams Historisch Museum
- Breda, Stedelijk Museum Breda: “Aanbidding der herders”, “Schipbreuk op de rotsen” (ca. 1840), “Zelfportret” (1832), “Jaarmarkt op de Grote Markt te Breda” (ca. 1863), “De vloek van Kaïn” (1832), James Watt (1869) en “Zelfportret” (1865)
- Brno: “Fruitmarkt in Holland bij avond”
- Duinkerke (Dunkerque), Musée des Beaux-Arts
- Forthill (VS): “Magdalena”
- Groningen
- Hannover: “Vismarkt bij avond”
- Ieper, Stedelijk Museum: “Visverkoopster – lichteffect”
- Kortrijk, Stedelijk Museum: “Maneschijn”
- Leipzig: “Terugkeer van de jacht”, “Vismarkt”
- Maaseik, John Selbach Museum: "Avondmarkt aan de haven"
- Melbourne, National Gallery of Victoria: Pluimveeverkoopster
- Montreal: Jozef en Maria, Markt te Antwerpen bij maneschijn, Markttafereel
- München: Marktplaats te Antwerpen
- Nice: Fruitverkoopster
- Stuttgart: Groentenverkoopster
- Rotterdam, Museum Boijmans Van Beuningen
- Rotterdam, Rotterdams Historisch Museum
- Verviers, Musées Communaux
- Nederlandse Koninklijke Verzameling
- Britse Koninklijke Verzameling (“Markttafereel”)

- Auckland Art Gallery Toi o Tāmaki: 1841
- Bibliothèque nationale de France: cb105397102 (data)
- Biografisch Portaal: 78425714
- Gemeinsame Normdatei: 117621080
- International Standard Name Identifier: 0000 0000 1031 7870
- Library of Congress Control Number: no2013008621
- National Gallery of Victoria: 1227
- Nederlandse Thesaurus van Auteursnamen: 069975795
- RKD-Nederlands Instituut voor Kunstgeschiedenis: 70337
- SNAC: w69k84gf
- Système universitaire de documentation: 167074164
- Union List of Artist Names: 500026051
- Virtual International Authority File: 57397122
- WorldCat: E39PBJtrRPrwVKch4fMWwP6Myd